# Барцана
Барцана (італ. Barzana, п'єм. Barzana) — муніципалітет в Італії, у регіоні Ломбардія, провінція Бергамо.
Барцана розташована на відстані близько 490 км на північний захід від Рима, 45 км на північний схід від Мілана, 10 км на північний захід від Бергамо.
Населення — 1907 осіб (2014).
Щорічний фестиваль відбувається 16 серпня. Покровитель — святий Рох.

## Демографія
Населення за роками:

Станом на 1 січня 2023 року в муніципалітеті офіційно проживали 82 іноземці з 15 країн, серед них 25 громадян країн Євросоюзу та 8 громадян України.

## Сусідні муніципалітети
- Альменно-Сан-Бартоломео
- Брембате-ді-Сопра
- Мапелло
- Палаццаго